# John Maynard Keynes
John Maynard Keynes, poznat i kao Baron Keynes od Tiltona (5. lipnja 1883. – 21. travnja 1946.), bio je engleski ekonomist i eugeničar poznat kao tvorac makroekonomije te ideja koje su bitno utjecale na politiku mnogih vlada u XX. stoljeću. Keynes je bio zagovornik državne intervencije u gospodarstvo radi sprječavanja negativnih učinaka recesije i depresije. Prva praktična primjena tih ideja bio je New Deal u SAD-u za vlade Franklina Delana Roosevelta. 

## Ekonomska teorija
Za razliku od ostalih ekonomista njegova vremena, Keynes je Veliku depresiju gledao kao paradoks i kao izazov koji se kosio s osnovnim načelima koje su tadašnji ekonomisti shvaćali kao zdravo za gotovo. Keyness ne samo da je objasnio što se u tadašnjoj ekonomiji događalo nego je i ponudio put za izlaz tj. kako izbjeći tadašnju depresiju i kako ju izbjeći za buduća vremena.
Prvi je uveo pojam autonomno trošenje.
U svojem djelu Kraj laissez-fairea napisao je da nije točno da pojedincima pripada „prirodan sloboda” dana od Boga u gospodarskim djelatnostima. Htio je ukazati na to da svijet nije uređen tako da pojedinačni i društveni interes uvijek budu u skladu te da nije točno da je interes spoznat jer je često slučaj da su pojedinci koji teže ciljevima nedovoljno obaviješteni ili su preslabi da bi ih ostvarili.

## Eugenika
Bio je član Britanskoga eugeničkog društva (British Eugenics Society). U govoru pred članovima Društva 14. veljače 1946., a u prigodi dodjele Galtonove medalje Alexanderu Carr-Saundersu, navodi kako je eugenika najvažnija i najpoznatija grana sociologije koja postoji. Osam godina je bio počasnim potpredsjednikom Društva. Eugenička počela zagovara i u esejima „Jesam li liberal?” (Am I a Liberal?) i „Kraj laissez-fairea” (The End of Laissez-Faire), kao i u utopijskom eseju „Ekonomske mogućnosti za naše unuke” (Economic Possibilities for our Grandchildren), nadahnut H. G. Wellsom. I Keynes i Wells su sudjelovali na svečanoj večeri o pedesetgodišnjici presude Bredlaugh–Besant 26. lipnja 1927., na kojoj je Keynes iznio neomaltuzijansko viđenje budućnosti Britanskoga otočja i čovječanstva. Keynesovi eugenički stavovi izostavljaju se u njegovim suvremenim biografijama. Pod utjecajem Margaret Sanger i njezina časopisa Birth Control Review, zalagao se za kontrolu rađanja, što je iznosio i u svojim govorima i predavanjima.